# Helina moedlingensis
Helina moedlingensis är en tvåvingeart som först beskrevs av Johann Andreas Schnabl och Dziedzicki 1911.  Helina moedlingensis ingår i släktet Helina och familjen husflugor. Inga underarter finns listade i Catalogue of Life.